# グスタフ・コンツ
グスタフ・コンツ（Gustav Heinrich Conz、1832年9月26日 - 1914年6月20日）はドイツの画家、美術史家である。

## 略歴
テュービンゲンで生まれた。美術への関心は幼い頃から持っていたが、神学を学び、 1850年にテュービンゲンの学生結社であるブルシェンシャフト・ゲルマニア(Burschenschaft Germania)の会員になった。チフスに罹り、しばらく学問を続けられなくなった後、美術に転じ、シュトゥットガルトの美術学校に入学しハインリヒ・フンクやベルンハルト・ネーハーに学んだ。数年間、ミュンヘンで学んだ後、1858年から1862年までデュッセルドルフの風景画家、オスヴァルト・アッヒェンバッハの弟子となった。
イタリアを旅し、ローマとその周辺地域で1年間ほど修行し、1862年10月末に、ローマのドイツ語圏の芸術家の集団「Deutscher Künstlerverein」のメンバーとなった。コンツはイタリアの風景を描いた作品で知られている。デュッセルドルフの美術家協会、「Malkasten」の会員になり、1865年にシュトゥットガルトの女性のための教育機関「Königin-Katharina-Stift-Gymnasium Stuttgart」の教授を務めた。
息子のヴァルター・コンツ(1872-1947)は画家になり、孫のベルンハルト・コンツ（1906-1999)は音楽家となった。

## 作品

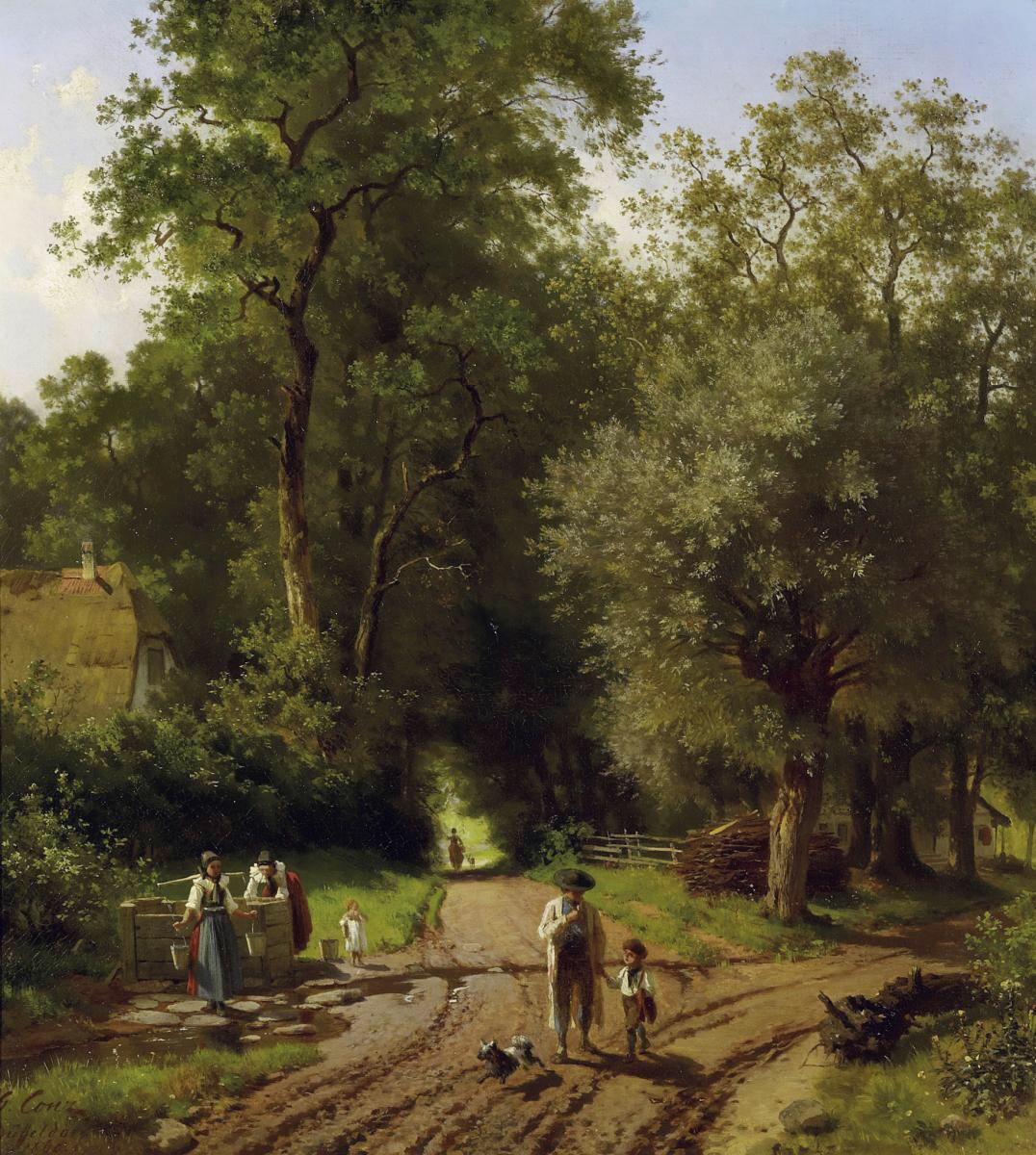
"Sommertag am Brunnen " (1860)
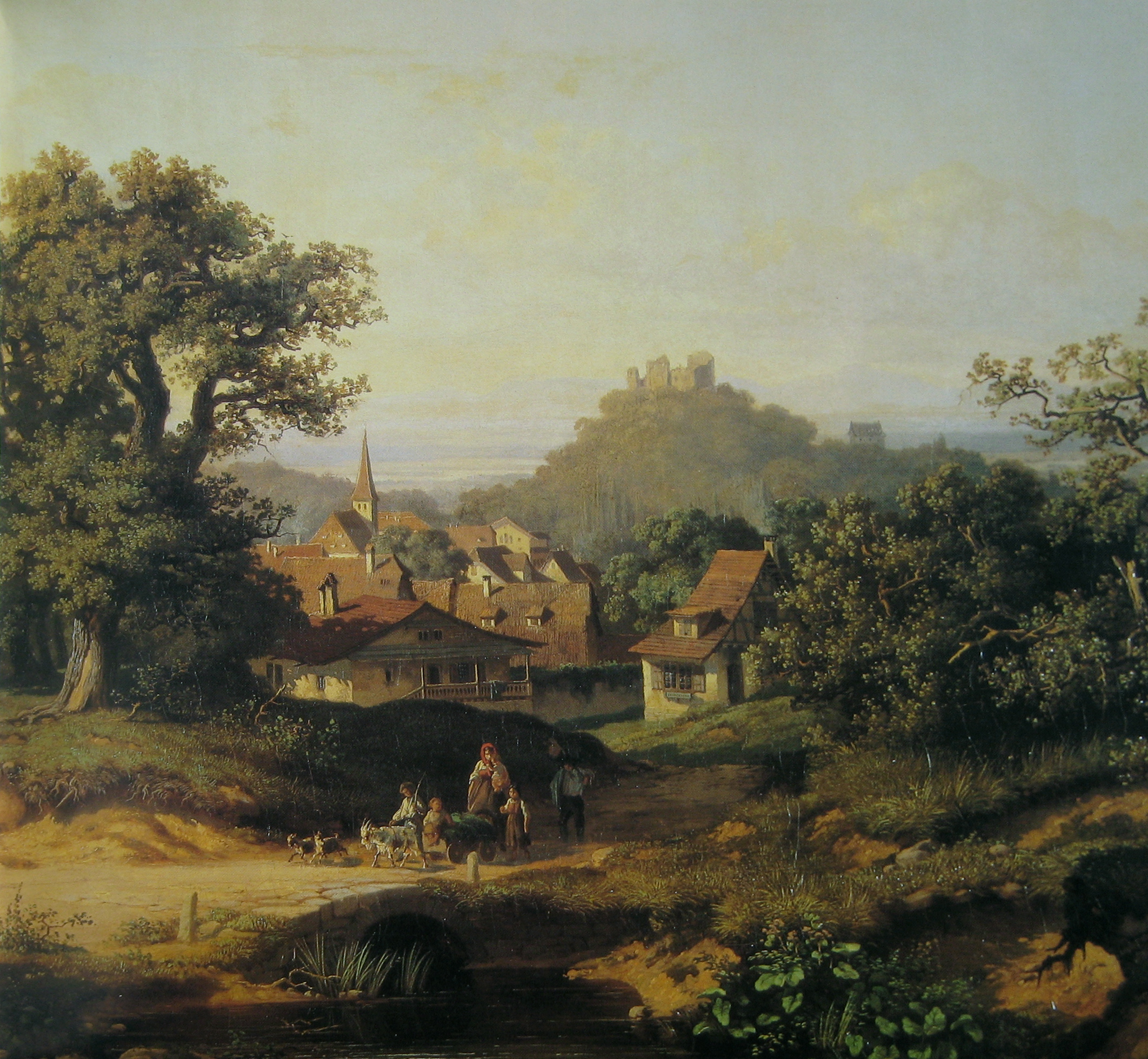
Blick über Oberweiler auf Burg Baden